# Maribel Romero Soler
Maribel Romero Soler (Elche, Alicante, 1966) es una escritora española. Durante su carrera profesional ha publicado distintos libros y es conocida sobre todo por su literatura infantil y juvenil, tiene obras publicadas tanto en España como América Latina. Forma parte del Grupo Leo dedicado a la renovación pedagógica y animación a la lectura de Alicante.

## Biografía
Soler es Licenciada en Derecho, diplomada en Redacción y Estilo y Máster en Derecho de Autor y Propiedad Intelectual. 
Escribe narrativa juvenil y para público adulto e imparte también talleres de escritura creativa. 
Fue miembro del Jurado en el Premio Internacional de Relato Breve La Lectora Impaciente y colaboradora en medios digitales como la revista Visión Femenina. Además de colaborar en el Punto de Lectura en el programa de radio La Linterna de Cope Elche forma parte del grupo de renovación pedagógica y animación a la lectura Leo de Elche.
Su última novela juvenil, El último truco de magia (Edebé, 2015), alcanzó su 5ª edición en poco más de un año.
Entre sus obras se encuentran
- Doscientas cuestiones de Derecho que todo el mundo quiere saber. Quiasmo Editorial. 2009.
- Romero Soler, Maribel (2010). «Español y valenciano».  En Edimáter, ed. Charli y los cinco peligros.
- Romero Soler, Maribel (2011). Versos traviesos. Libresa. ISBN 9789978494608.publicado en Ecuador
- Romero Soler, Maribel (2011). Perro guardián. Club universitario. ISBN 9788499485034.
- Romero Soler, Maribel (2014). El mejor amigo del niño. Editorial BABIDI-BÚ. ISBN 9788496870772.(un libro de poemario ilustrado)
- fue su primera novela infantil.[4]
- Romero Soler, Maribel (2014). El peso de las horas. Premium Editorial. ISBN 978-84-942356-5-8.
- Romero Soler, Maribel (2016). Más allá de las estrellas. Editorial BABIDI-BÚ. ISBN 978-8496870703.

Como coautora de libros de relatos
- Doscientas cuestiones de Derecho que todo el mundo quiere saber (Quiasmo editorial,2009)
- El Pintalabios (Visión Libros, 2009)
- Los meses cuentan (Visión Libros, 2011)

## Premios y reconocimientos
- En 2021 Segundo premio del Certamen Esperanza Spínola con El vacío que dejas.[7]

- En 2012 Ganadora del IV Certamen Literario de Novela Corta López Torrijos y Montalvá por su obra El perfil de los sueños
- En 2011 Ganadora del premio de Novela Letras Oscuras con Más allá de las estrellas[5]
- En 2010 Finalista del XXXIV Premio Azorín de novela por El peso de las horas.